# ダヤリス・メストレ・アルバレス
ダヤリス・ローサ・メストレ・アルバレス（Dayaris Rosa Mestre Alvarez 1986年11月20日- ）は、キューバのサンクティ・スピリトゥス州出身の柔道選手。階級は48kg級。

## 人物
2010年の世界選手権では3回戦でフランスのフレデリク・ジョシネと対戦し敗れた。2011年の世界選手権では3回戦で日本の浅見八瑠奈の前に有効で敗れた。2012年ロンドンオリンピックでは2回戦でルーマニアのアリナ・ドゥミトルに反則負けを喫した。続くグランドスラム・東京では決勝で浅見の横四方固で敗れた。2013年はワールドマスターズとユニバーシアードで3位になるも、世界選手権では7位だったが、世界団体では3位に入った。2014年にはパンナム選手権で優勝するも、世界選手権では準決勝で日本の近藤亜美の合技で敗れるなどして5位にとどまった。2015年はパンアメリカン競技大会で優勝した。2016年のリオデジャネイロオリンピックでは準々決勝で前回のチャンピオンである地元ブラジルのサラ・メネゼスをも破るが準決勝で韓国の鄭普涇の合技で敗れると、3位決定戦でもカザフスタンのオトゴンツェツェグ・ガルバドラフの裏投げで敗れ、5位にとどまった。

## 主な戦績
- 2006年 - パンナム選手権　3位（44kg級)
- 2010年 - ベルギー国際　3位
- 2010年 - パンナム選手権　2位
- 2010年 - ワールドカップ・マルガリータ島　2位
- 2011年 - ベルギー国際　優勝
- 2011年 - グランドスラム・パリ　3位
- 2011年 - パンナム選手権　2位
- 2011年 -　パンアメリカン競技大会　2位
- 2012年 - ベルギー国際　2位
- 2012年 - ワールドカップ・ブダペスト　3位
- 2012年 - グランプリ・デュッセルドルフ　3位
- 2012年 - パンナム選手権　優勝
- 2012年 - ワールドカップ・マイアミ　優勝
- 2012年 - グランドスラム・東京　2位
- 2013年 - ベルギー国際　2位
- 2013年 - パンナム選手権　2位
- 2013年 - ワールドマスターズ　3位
- 2013年 - ユニバーシアード　3位
- 2013年 - 世界選手権　7位
- 2013年 - 世界団体　3位
- 2014年 - ベルギー国際　2位
- 2014年 - パンナム選手権　優勝
- 2014年 - グランプリ・ハバナ　2位
- 2014年 - 世界選手権　5位
- 2015年 - パンナム選手権　2位
- 2015年 -パンアメリカン競技大会　優勝
- 2016年 - グランプリ・ハバナ　3位
- 2016年 - グランプリ・デュッセルドルフ　3位
- 2016年 - パンナム選手権　3位
- 2016年 - リオデジャネイロオリンピック　5位

(出典、JudoInside.com)